# 四海店镇
四海店镇，是中华人民共和国黑龙江省绥化市绥棱县下辖的一个乡镇级行政单位。

## 行政区划
四海店镇下辖以下地区：
林海村、宝山村、半截河村、林富村和林强村。